# Closing the Ring – Geheimnis der Vergangenheit
Closing the Ring – Geheimnis der Vergangenheit (Originaltitel: Closing the Ring) ist ein britisch-kanadisch-US-amerikanisches Filmdrama von Richard Attenborough aus dem Jahr 2007, in dem Shirley MacLaine, Christopher Plummer, Mischa Barton und Neve Campbell in den Hauptrollen besetzt sind.

## Handlung
Jimmy Reilly findet im Jahr 1991 in Nordirland einen Ring mit den eingravierten Namen eines Paares. Es stellt sich heraus, dass dieser Ring Teddy Gordon gehörte, einem Besatzungsmitglied eines im Jahr 1944 in der Nähe von Belfast abgestürzten Bombers Boeing B-17. Wie er später erfährt warben der damals 19-jährige Gordon sowie seine Freunde Jack und Chuck im Jahr 1941 in Kentucky um die Gunst der jungen reizvollen Ethel Ann, die sich für Gordon entschied. Die drei waren damit beschäftigt ein Haus zu bauen, in das Gordon mit Ethel einziehen wollte. Bevor die Freunde zur Air Force gingen, wo sie kurz darauf in Kriegsgebieten Einsätze fliegen mussten, heirateten Gordon und Ethel noch in aller Heimlichkeit. Da sie nur einen Ring hatten, wollte Ethel, dass Gordon diesen tragen solle, er sollte ihn beschützen. Gordon nahm Jack und Chuck vor seinen gefahrvollen Flugeinsätzen das Versprechen ab, dass einer von ihnen Ethel heiraten werde, sollte er die Kriegseinsätze nicht überleben. Eigentlich war die Wahl auf Jack gefallen, der jedoch hinter Chuck zurücktrat, da er wusste, wie sehr der Freund Ethel Ann liebte.
Tatsächlich kam es zu dem von Gordon befürchteten Flugzeugabsturz, bei dem er schwer verletzt von dem damals noch sehr jungen zur Absturzstelle geeilten einheimischen Michael Quinlan gefunden wurde. Gordon bat ihn, seiner Frau Ethel Ann, die in den Vereinigten Staaten lebe, einen Ring zu überbringen und ihr zu übermitteln, dass sie frei in ihrer Wahl sei, wenn sie sich neu verliebe und nicht an ihr Versprechen, ihn für immer zu lieben und ihm die Treue zu halten, gebunden sei. Gerade als Gordon ihm den Ring übergeben wollte, kam es zu einer Explosion der abgestürzten Maschine, wobei der Ring verloren ging, und Gordon endgültig den Tod fand. Trotz stundenlanger intensiver Suche konnte Quinlan das Kleinod nicht wiederfinden. So kam es, dass Ethel Ann diese letzten Wort des von ihr so sehr geliebten Mannes nie erreichten, und sie später Chuck heiratete und mit ihm eine Tochter bekam, die den Namen Marie erhielt.
Nicht erst seit Chuks Tod hat Ethel Ann sich zunehmend verändert und sich immer mehr in sich selbst zurückgezogen. Selbst ihre Tochter Marie findet kaum noch Zugang zu ihrer Mutter, die ihr auf ihre Fragen keine Antworten gibt. Dann taucht Jimmy Reilly auf, der inzwischen ermittelt hat, für wen der Ring bestimmt ist. Die Geschichte, die Ethel Ann Jimmy und Marie sodann erzählt, lässt Marie erahnen, wie grausam das Leben ihrer Mutter mitgespielt hat, und warum sie immer das Gefühl hatte, dass die Mutter für ihren Vater Chuck keine Liebe empfunden hat.
Ethel Ann lässt es sich nun nicht nehmen, sich zusammen mit Jimmy nach Belfast und zur Absturzstelle zu begeben, um die näheren Umstände, wie ihr Mann Teddy gestorben ist, vielleicht doch noch zu erfahren. Dort trifft sie dann auch den Mann, der ihr den Ring eigentlich übergeben sollte. Und nun, nach so vielen Jahren, übermittelt ihr Michael Quinlan die letzten Worte ihres sterbenden Mannes und erzählt ihr, wie sehr es ihn all die Jahre über belastet hat, dass er ihr den Ring und den letzten Wunsch des Sterbenden bisher nicht übermitteln konnte.
Nun findet auch Jack endlich den Mut, Ethel zu sagen, dass er sie seit einer halben Ewigkeit liebt. Jetzt endlich kann Ethel Ann die erlösenden Tränen weinen, die sie seit fast fünfzig Jahren zurückgehalten hat. Eine lange Umarmung zwischen Jack und Ethel Ann könnte der Beginn zu einer doch noch gemeinsamen Zukunft sein.

## Produktion

### Produktionsnotizen
Der von Prospero/Scion Films/Spinster produzierte Film wurde in Belfast, Toronto und Dundas (Ontario) gedreht. Seine Produktionskosten betrugen schätzungsweise 23,5 Millionen US-Dollar.

### Soundtrack
- Moonlight Serenade, Musik: Glenn Miller, Text: Mitchell Parish,
vorgetragen von Glenn Miller und Orchester
- Pennsylvania 6-5000, Musik und Text: Carl Sigman & Jerry Gray,
vorgetragen von Glenn Miller und Orchester
- Smooth Talk, komponiert von Ib Glindemann,
vorgetragen von The Carlin Sessions Band
- Moonlight Promenade, komponiert von Ib Glindemann,
vorgetragen von der Carlin Sessions Band
- The Brooklyn Bounce, komponiert von Alan Moorhouse
- Washington Post, komponiert von Robert Earley
- Swinging It Up, komponiert von E. Copley
- GI Swing, komponiert von Richard Myhill
- Lost Without Your Love, geschrieben von Chris C. Porter, arrangiert von Paul Honey,
gesungen von Amy Pearson

### Veröffentlichung
Vorgestellt wurde der Film erstmals am 14. September 2007 auf dem Toronto International Film Festival. Am 21. Oktober 2007 wurde er auf dem London Film Festival gezeigt, am 28. Dezember 2007 lief er in Irland an. In Australien, Spanien, Brasilien, den Niederlanden, Japan und in der Türkei lief er erstmals im Jahr 2008. In Russland wurde er im September 2008 auf DVD veröffentlicht, ebenso wie in Singapur. In Ungarn hatte er Ende November 2008 Fernsehpremiere. In den USA wurde der Film ab dem 9. Januar 2009 in ausgewählten Kinos gezeigt. In Israel wurde er im Januar 2009 veröffentlicht, in Portugal im April 2009 und in Griechenland im Mai 2009. DVD-Premiere hatte er im Mai 2009 in Finnland, Dänemark und Schweden. Veröffentlicht wurde er zudem in Frankreich und in Polen. Der weltweite und Poster-Titel ist Richard Attenborough’s Closing the Ring.
Die deutsche Synchronisation erfolgte durch die Synchronfirma Cinephon Filmproduktions GmbH, Berlin, Dialogbuch und Dialogregie: Heike Schroetter.
In Deutschland wurde der Film ausschließlich auf DVD veröffentlicht, Anbieter: Concorde/Eurovideo. DVD-Premiere war am 17. September 2008 unter dem Titel: Closing the Ring – Geheimnis der Vergangenheit. Am 19. November 2015 gab Concorde Video eine weitere DVD mit deutscher Tonspur mit einer Spieldauer von 151 Minuten heraus. Am 5. Juli 2009 wurde er von Tele 5 erstmals im Fernsehen ausgestrahlt.

## Kritiken
Die Redaktion von tvinfo.de befand, der Film sei ein „gefühlvolles Drama, ohne kitschig zu sein“. Weiter hieß es: „Epische Romanze über Verlust und Auflösung, Liebe und Versöhnung sowie die Fähigkeit, Glück zu finden.“
Das Lexikon des internationalen Films führte aus: „Eine sich über fünf Jahrzehnte hinziehende Liebesgeschichte, die drei Männer, Freunde und ehemalige US-Luftwaffenflieger, an eine Frau bindet. Ein Film über die Macht der Liebe, der große Gefühle ansprechen möchte und dem man eine gewisse Liebenswürdigkeit nicht absprechen kann, der jedoch unter seiner kompliziert verschachtelten Erzähltechnik leidet und letztlich nur gediegene Unterhaltung mit nostalgischem Flair bietet.“
Der Kritiker der Filmzeitschrift Cinema war der Meinung, es handele sich „um ein gemächlich inszeniertes Kitchepos von Gandhi-Regisseur Richard Attenborough, eine schwergängige, sentimentale und ermüdende Reise durch die Zeit“ und zog das Fazit: „Gute Darsteller in altmodischem Rührstück.“
kino.de konstatierte Richard Attenborough, dass er mit seiner ersten Regiearbeit seit Grey Owl von 1999 wieder „zu jener Art von grandiosem Filmemachen“ zurückkehre, mit der er „berühmt“ geworden sei. Weiter hieß es: „Sein dritter während des Zweiten Weltkriegs angesiedelter Film nach „Die Brücke von Arnheim“ und „In Love and War“ erzählt mit dem epischen Atem eines David Lean von einer 50 Jahre umspannenden Liebesgeschichte, die mit großen Schauwerten ebenso punkten [kann] wie mit ihrer prächtigen Besetzung, allen voran Shirley MacLaine und Christopher Plummer.“

## Auszeichnungen
Closing the Ring – Geheimnis der Vergangenheit war auf den Irish Film and Television Awards 2008 in den Kategorien „Bester Film“ (Jo Gilbert und Richard Attenborough) und „Bestes Design in einer Produktion“ (Tom McCullagh) für den IFTA Award nominiert.